# Paleontologia do Rio Grande do Sul
O estado do Rio Grande do Sul possui um rico acervo paleontológico, com fósseis conhecidos de idades que vão desde o Período Carbonífero até o Pleistoceno.

## Fauna
São conhecidas mais de 60 espécies de animais fósseis no estado, incluindo moluscos, insetos, peixes, e diversos tetrápodes fósseis.

## Flora
Grupos taxonômicos reconhecidos na flora fóssil do Rio Grande do Sul:

- Licófitas: Plantas vascularizadas sem sementes com reprodução por esporos. Gêneros Brasilodendron e Cyclodendron.
- Pteridospermatophytas: Plantas vascularizadas conhecidas como samambaias com sementes. Tinham folhas do tipo frondes. Foram abundantes no Triássico. Gêneros Dicroidium.
- Pteridophytas: Plantas vascularizadas sem sementes (samambaias ou fetos) e reprodução por esporos. Tinham folhas do tipo frondes. Viviam em ambientes úmidos e pantanosos. Foram abundantes no Permiano. Gêneros Asterotheca, Botrychiopsis, Neomariopteris, Osmundites, Pecopteris e Stephanophyllites.
- Sphenophytas: Plantas vascularizadas sem sementes (cavalinhas). Gêneros Phyllotheca, Sphenopteris e Neocalamites.
- Glossopteris: Plantas gimnospermas vascularizadas que se reproduziam com sementes. Deu nome a flora Glossopteris que eram árvores ou arbustos de 4 a 6 metros de altura e com folhas com forma de língua (do grego glosso). Gêneros Glossopteris e Gangamopteris.
- Cordaites: Plantas gimnospermas vascularizadas que se reproduziam com sementes. Eram semelhantes às coníferas com folhas grandes e com nervuras. Geralmente possuíam sementes com forma de coração (razão do nome). Podiam chegar a 45 metros de altura. Gêneros Cordaites e Kawizophyllum.
- Ginkgophytas: Plantas gimnospermas vascularizadas que se reproduziam com sementes. Tinham folhas semelhantes aos Ginkgos atuais. Gêneros Chiropteris, Cheirophyllum, Sphenobaiera, Ginkgoites e Baieroxylon.
- Coníferas: Plantas gimnospermas vascularizadas com reprodução com sementes. Composta por Pinheiros e Araucárias, que podiam chegar a 30 metros de comprimentos e dois metros de diâmetros. Gêneros Buriadia, Cordaicarpus, Coricladus, Kaokoxylon, Samaropsis, Sommerxylon, Brachyphyllum e Pagiophyllum.
- Bennettitales: Plantas gimnospermas vascularizadas que se reproduziam com sementes. Intimamente relacionadas com as cicas, ginkgo e coníferas. Provavelmente deram origem as angiospermas. Gêneros Nilssonia e Williamsonia.

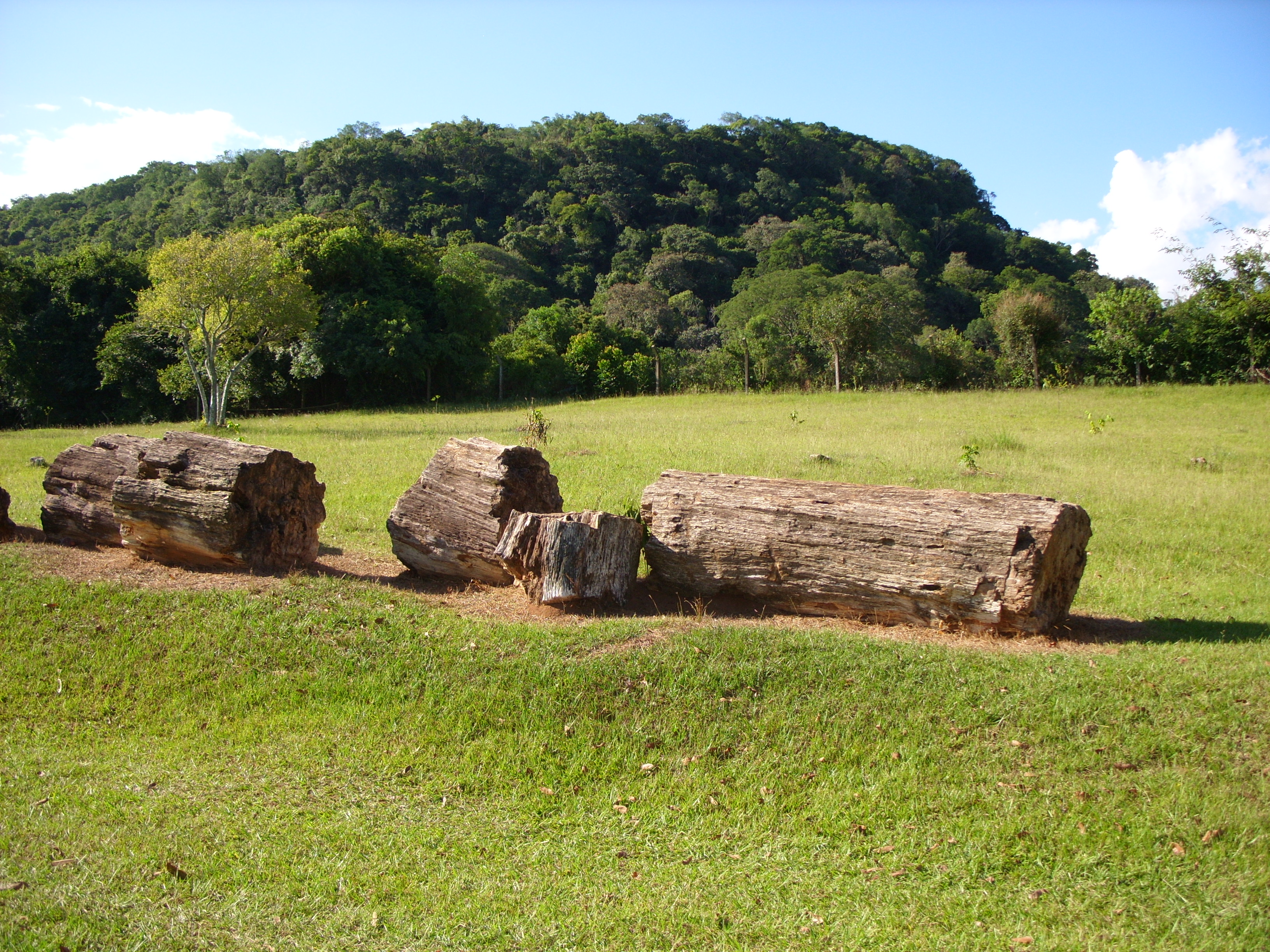
Árvores petrificadas no Jardim Paleobotânico de Mata.

Na Paleobotânica geralmente as folhas, sementes, troncos, esporos e polens são encontrados separadamente. Por isso as sementes, polens e esporos recebem uma nomenclatura separada, para que no futuro sejam estabelecidas ligações e sinônimos entre as partes das plantas. A Palinologia é a área da Paleobotânica que contribui com o estudo dos fosseis minúsculos como polens, esporos, algas e fungos. Abaixo uma lista de esporos, polens, fungos e algas conhecidos no Rio Grande do Sul:

## Palinologia
Lista de táxons de grãos de pólen e esporos fósseis encontrados no Rio Grande do Sul.
Gêneros de Esporos: Brevitriletes, Calamospora, Cirratriradites, Convolutispora, Cristatisporites, Cyclogranisporites, Granulatisporites, Horriditriletes, Kraeuselisporites, Lundbladispora, Punctatisporites, Reticulatisporites e Vallatisporites.
Gêneros de Grãos de Polens: Cannanoropolis, Cycadopites, Divarisaccus, Illinites, Limitisporites, Peppersites, Protohaploxypinus, Striomonosaccites, Vesicaspora e Vittatina.
Fungos: Portalites gondwanensis.
Algas: Brazilea helby, Brazilea scissa, Leiosphaeridia sp., Tetraporina sp. e Quadrisporites horridus.